# Bruno Palazzo
Bruno Palazzo (La Plata, 18 de noviembre de 2000) es un futbolista profesional argentino que juega como central y su actual equipo es el Gimnasia y Esgrima de Jujuy de la Primera B Nacional cedido a préstamo desde Gimnasia y Esgrima La Plata.

## Trayectoria
Bruno Palazzo se inició formativamente en el Club Everton La Plata antes de unirse a Gimnasia y Esgrima en 2016.  Fue ascendido a su equipo de reserva en septiembre de 2019, y participó en un partido con River Plate el 27 de septiembre.
Palazzo estuvo por primera vez en el primer equipo de Gimnasia en diciembre de 2020, apareciendo inicialmente en el banco de suplentes en la derrota ante Banfield el 21 de diciembre en la Copa de la Liga Profesional.
Hizo su debut en Primera División en esa competición, el 28 de diciembre contra Talleres bajo las órdenes de los entrenadores interinos Mariano Messera y Leandro Martini, y posteriormente marcó gol a los 79 minutos, luego de  sustituir a José Paradela.
En junio de 2022 es cedido a préstamo por seis meses a Ferro Carril Oste de General Pico. Luego del préstamo retorna para jugar en el equipo de La Plata en 2023.
En enero de 2024 es cedido a Gimnasia y Esgrima de Jujuy  que transita el Campeonato de Primera B Nacional. 

## Clubes
| Club                                           | País      | Año            |
| ---------------------------------------------- | --------- | -------------- |
| Gimnasia y Esgrima La Plata                    | Argentina | 2020 -         |
| Ferro Carril Oeste (General Pico) ( Préstamo ) | Argentina | 2022           |
| Gimnasia y Esgrima (Jujuy) ( Préstamo )        | Argentina | 2024 - Actual. |

## Estadísticas
Actualizado al 20 de octubre de 2024 (según transfermarkt.com.ar)
| Gimnasia y Esgrima La Plata Argentina | 1.ª                 | 2020                | 0  | 0 | 3 | 1 | — | — | 3  | 1 |
| Gimnasia y Esgrima La Plata Argentina | 1.ª                 | 2021                | 1  | 0 | 3 | 0 | — | — | 4  | 0 |
| Gimnasia y Esgrima La Plata Argentina | 1.ª                 | 2023                | 5  | 0 | 1 | 0 | — | — | 6  | 0 |
| Gimnasia y Esgrima La Plata Argentina | Total               | Total               | 6  | 0 | 7 | 1 | 0 | 0 | 13 | 1 |
| Ferro Carril Oeste (General Pico) Argentina | 3ª                  | 2022                | 16 | 2 | 0 | 0 | — | — | 16 | 2 |
| Ferro Carril Oeste (General Pico) Argentina | Total club          | Total club          | 16 | 2 | 0 | 0 | 0 | 0 | 16 | 2 |
| Gimnasia y Esgrima (Jujuy) Argentina | 2ª                  | 2024                | 19 | 2 | 0 | 0 | — | — | 19 | 2 |
| Gimnasia y Esgrima (Jujuy) Argentina | Total club          | Total club          | 19 | 2 | 0 | 0 | 0 | 0 | 19 | 2 |
| Total en su carrera | Total en su carrera | Total en su carrera | 41 | 4 | 7 | 1 | 0 | 0 | 48 | 5 |
| (1) La copa nacional se refiere a la Copa Argentina y Copa de la Liga Profesional . (2) La copa internacional se refiere a la Copa Sudamericana. |                     |                     |    |   |   |   |   |   |    |   |